# Pietermaritzburg
Pietermaritzburg (wym. [ˈpi.tər.mɑː.rəts.bœrχ]) – miasto we wschodniej części RPA, od 1994 roku w wyniku nowego podziału administracyjnego kraju i likwidacji bantustanów pełni funkcję ośrodka administracyjnego prowincji KwaZulu-Natal. W 1991 roku miasto zamieszkiwało około 228,5 tys. osób. W roku 2001 liczba mieszkańców wzrosła do 521 805 osób.
Podczas II wojny światowej od czerwca do września 1942 w obozie Hay Paddock pod Pietermaritzburgiem przebywali na kwarantannie żołnierze 20 pułku piechoty Polskich Sił Zbrojnych na Zachodzie z dowódcą ppłk. Aleksandrem Idzikiem, którzy zaskarbili sobie sympatię miejscowej ludności, w uznaniu czego rada miasta uchwałą 8 kwietnia 1944 nadała jednej z ulic w dzielnicy Scottsville nazwę „Poland Road”.
W mieście rozwinął się przemysł metalowy, maszynowy, elektrotechniczny, spożywczy, włókienniczy, drzewny, skórzano-obuwniczy oraz gumowy.